# دهستان چم خلف عیسی
دهستان چم خلف عیسی بانام زهره دهستانی در بخش چم خلف عیسی شهرستان هندیجان، استان خوزستان در ایران است. براساس سرشماری مرکز آمار ایران در سال ۱۳۸۵، جمعیت آن ۲۷۰۱ نفر (۵۱۵ خانوار) بوده‌است.